# Spencer (Nueva York)
Spencer es un pueblo ubicado en el condado de Tioga en el estado estadounidense de Nueva York. En el año 2000 tenía una población de 2,979 habitantes y una densidad poblacional de 23 personas por km².

## Geografía
Spencer se encuentra ubicado en las coordenadas 42°13′0″N 76°15′48″O / 42.21667, -76.26333.

## Demografía
Según la Oficina del Censo en 2000 los ingresos medios por hogar en la localidad eran de $37,432, y los ingresos medios por familia eran $41,025. Los hombres tenían unos ingresos medios de $31,277 frente a los $25,508 para las mujeres. La renta per cápita para la localidad era de $16,312. Alrededor del 8.5% de la población estaban por debajo del umbral de pobreza.